# Plesistia
Plesistia is een geslacht van kevers uit de familie bladkevers (Chrysomelidae).
De wetenschappelijke naam van het geslacht werd in 1929 gepubliceerd door Maulik.

## Soorten
- Plesistia brunnea Maulik, 1929